# Agrippina

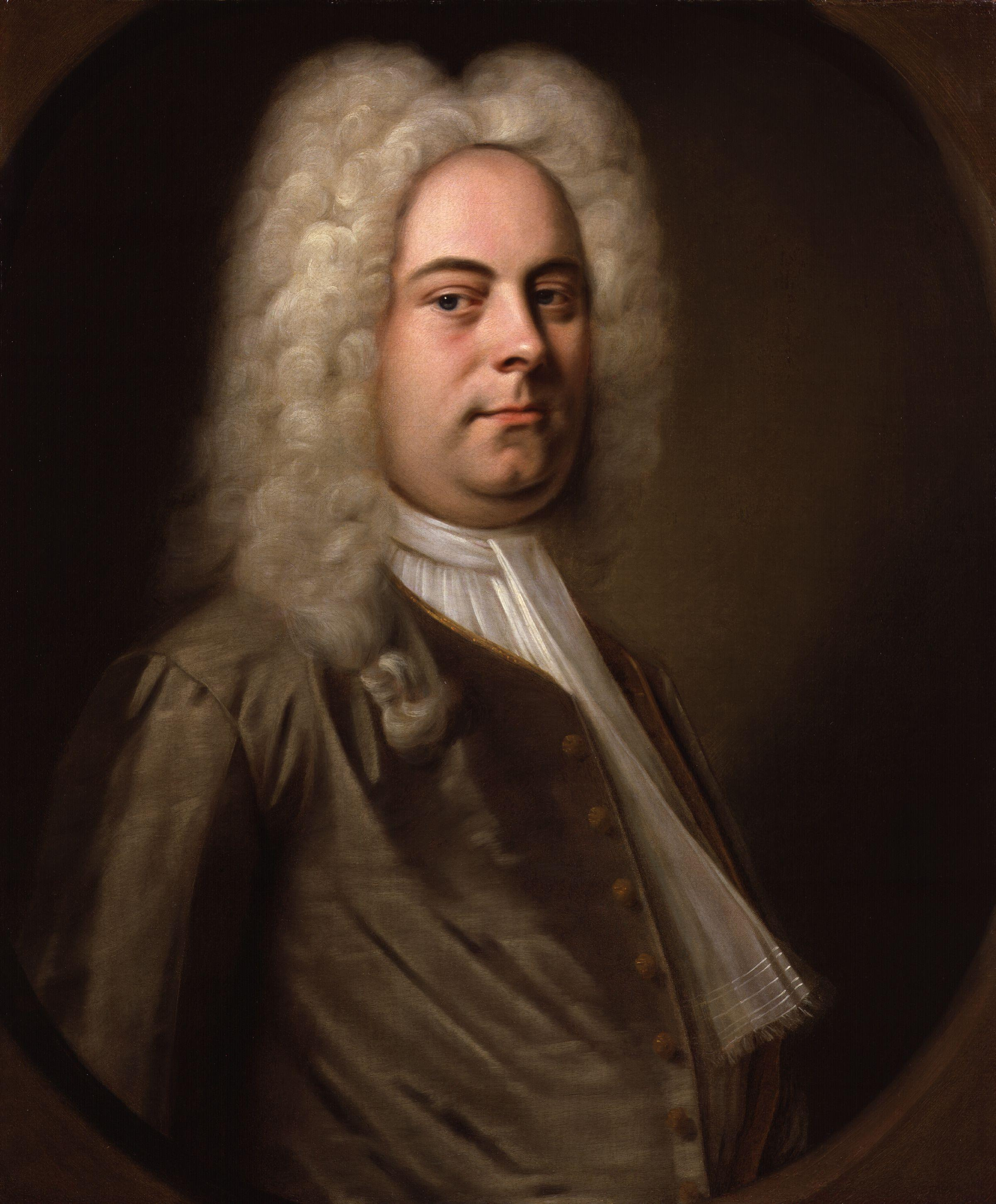
Händel em 1726-1728

Agrippina (HWV 6) é uma ópera-séria em três atos do compositor alemão naturalizado britânico Georg Friedrich Händel (1685-1759) cujo libreto é atribuído ao cardeal Vincenzo Grimani (1652-1710). Agrippina é a sexta ópera de Händel, composta pelo autor aquando da sua primeira viagem à Itália, aos 25 anos de idade. A estreia se deu no dia 26 de dezembro de 1709, na abertura da temporada de carnaval de Veneza tendo se tornado um grande e imediato sucesso.
A trama do texto de Grimani se passa na Roma imperial e se baseia na história de Agripina, a mãe de Nero. Descendente de Augusto e esposa do imperador Cláudio, Agripina, emprega todas as forças para tornar seu filho o sucessor de Cláudio no trono de Roma. O texto, repleto de referências à política italiana de sua própria época, expõe uma trama satírica e anti-heroica, uma vez que, apesar de todas as suas intrigas, Agripina consegue concretizar seus planos e ainda é exaltada por Cláudio ao final da ópera. Acredita-se que Grimani se inspirou em sua rivalidade com o papa Clemente XI (1649-1721) ao compor o texto e que o personagem Cláudio é uma caricatura do próprio papa.

## Elenco original
| Papel     | Tipo vocal       | Estreia, 26 de dezembro 1709 Maestro: Desconhecido |
| --------- | ---------------- | -------------------------------------------------- |
| Agrippina | soprano          | Margherita Durastanti                              |
| Nerone    | soprano castrato | Valeriano Pellegrini                               |
| Pallante  | baixo            | Giuseppe Maria Boschi                              |
| Narciso   | alto castrato    | Giuliano Albertini                                 |
| Lesbus    | baixo            | Nicola Pasini                                      |
| Ottone    | contralto        | Francesca Vanini-Boschi                            |
| Poppaea   | soprano          | Diamante Maria Scarabelli                          |
| Claudio   | baixo            | Antonio Francesco Carli                            |
| Giunone   | contralto        | desconhecido                                       |

## História da Composição

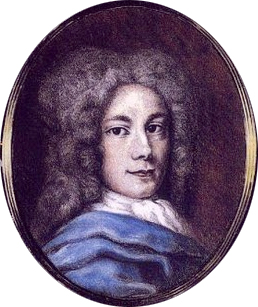
Retrato de Händel em sua temporada italiana

### Antecedentes
Händel chegou à Itália pela primeira vez em 1706 depois do período anterior passado em Hamburgo (1704-06). Ele permaneceu nesse país até 1709, aprendendo e aprimorando suas habilidades como compositor de óperas ao estilo italiano. Ele se fixou inicialmente em Florença onde conheceu Alessandro Scarlatti (1660-1725) cuja obra teve grande influência na evolução da ópera séria e, sobretudo, da escola napolitana. Em Florença, no ano de 1707, estreou a primeira obra italiana de Händel, Rodrigo (HWV 5), ainda muito marcada pelo estilo alemão e com forte influência de Johann Matheson (1681-1764). O compositor seguiu então para Roma e Nápoles. Nesse período, dedicou-se à composição de diversas obras vocais, sacras e profanas, como oratórios e um número considerável de cantatas. Segundo Dean e Knapp, esse foi um período fundamental para que o compositor dominasse o estilo e o idioma italianos. Foi durante sua estada em Roma que Händel conheceu o cardeal Grimani, afixionado por diversos ramos da arte e libretista diletante.
Grimani era embaixador imperial em Roma, defendendo a causa dos Habsburgos contra os interesses franceses e espanhois durante a Guerra da Sucessão Espanhola (1702-1714). O cardeal se tornou vice-rei austríaco de Nápoles em meados de 1708, tendo sido diretamente responsável pelo retorno de Alessandro Scarlatti àquela cidade. Grimani se impressionou com as habilidades do jovem músico alemão e, supostamente, propôs a ele musicar seu libreto sobre Agrippina antes mesmo que Händel seguisse para Veneza, onde o músico parece ter chegado não antes de novembro de 1709. É amplamente reconhecido que o manuscrito original de Händel foi composto em papel veneziano. Alguns autores contestam hoje em dia a autoria do libreto. Seja como for, Agrippina foi um dos poucos libretos utilizados em primeira mão por Händel em toda sua carreira de compositor operístico e também um dos seus melhores textos musicados. Anteriormente, na Páscoa de 1708, há indícios de que Grimani tenha escrito o texto do oratório La Resurrezione composto por Händel em Roma, especialmente para a ocasião. Desse episódio, originou-se certa rivalidade com Alessandro Scarlatti, à época, já um consagrado compositor da escola napolitana.
Foi Grimani o responsável pela produção da ópera em Veneza no teatro San Giovanni Grisostomo, de propriedade de sua família. Agrippina foi a segunda e última ópera de Händel composta durante sua permanência na Itália e marcou um importante divisor de águas em sua carreira. Com ela, Händel deixou para trás a fase alemã, consagrou-se como compositor lírico de respeito no estilo italiano e abriu as portas para sua fase londrina que teria início com a ópera Rinaldo (HWV 7). Dean e Knapp chegam a afirmar que as características que Händel revela como compositor lírico em Agrippina seriam refinadas e expandidas posteriormente em Londres, mas não alteradas de forma significativa, opinião que demonstra o caráter maduro e genial dessa obra de juventude,

### A montagem deAgrippina

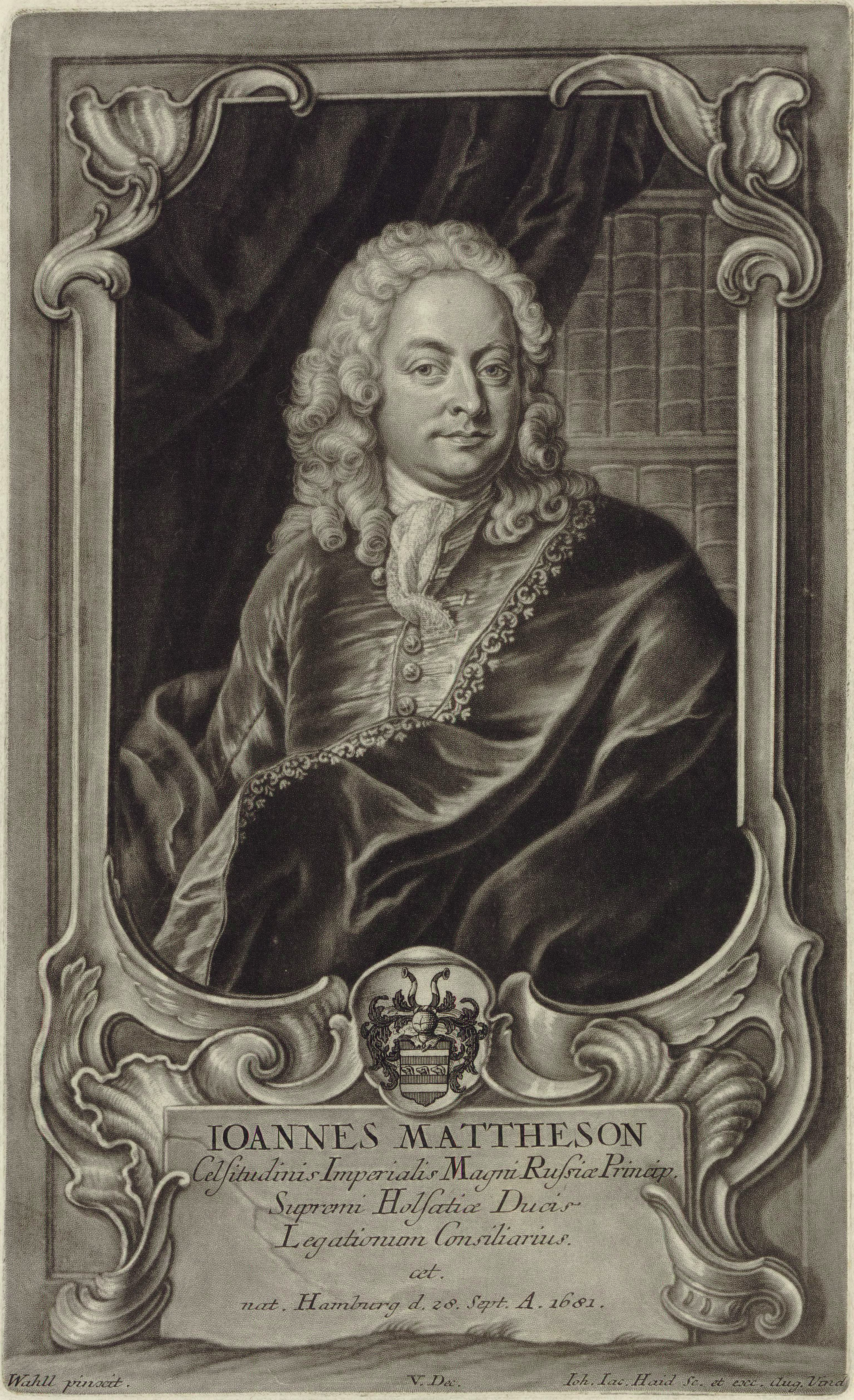
Johann Mattheson (1681-1764)

Em Agrippina, Händel fez amplo uso de trechos de outras composições. Como era comum na época, o autor lançou mão tanto de música escrita por ele mesmo quanto de peças de outros autores, especialmente do alemão Reinhard Keiser (1674-1639). Mas a ópera não é um pasticcio. Diversos trechos tomados de obras próprias ou de outros músicos foram amplamente reelaborados. Exemplos desse trabalho de remontagem e refinamento são a ária de Pallante Col raggio placido, escrita a partir de um trecho do oratório La Resurrezione (1708), O voi dell'Erebo, e a ária de Agrippina Non ho cor che per amarti, cuja origem está na cantata Qual ti reveggio, oh Dio (1707), Se la morte non vorrà. A ária de Narciso Spererò é uma adaptação a partir do trecho Sai perchè da cantata Clori, Tirsi e Fileno (1707) e partes da ária de Nerone Come nube che fugge dal vento vieram do oratório Il trionfo del tempo (também de 1707).
Por seu turno, diversos trechos de Agrippina foram utilizados por Händel em sua fase londrina. Na ópera Rinaldo, de 1711, foram retomados a ária de Cláudio Basta che sol tu chieda e o dueto Bel piacere è godere fido amor. Tanto a abertura quanto outros trechos de Agrippina integraram diversos pasticci de Händel interpretados em Londres entre 1710 e 1714. O arioso de Nerone Qual piacere a um cor pietoso reaparece tardiamente, ainda que adaptada, na ária de Cornélia Nel tuo seno amico sasso da ópera Giulio Cesare in Egitto (HWV 17), de 1724. Segundo Dean e Knapp, apenas cinco árias são aparentemente inéditas: Con saggio, Ti vo'giusta, Quando invita, Basta che sol tu chieda e Bel piacere, além do trio do primeiro ato. Exemplos de empréstimos feitos de obras de outros compositores aparecem nas árias Vaghe perle, baseada na ópera Octavia de Keiser (1705), Wallet nicht e Fà quanto voi, baseada na ópera Procris und Cephalus, do mesmo autor (1697), Ihr allein. Outros empréstimos retrabalhados foram feitos a Mattheson, especialmente de sua ópera Cleopatra (1704).

### Sucesso e reapresentações
O sucesso de Agrippina foi imediato. Depois da estreia em dezembro de 1709, ela foi encenada sem interrupção mais vinte e sete vezes, um feito para os padrões da época e de qualquer tempo. O papel  de Agrippina foi representado pela célebre soprano Margherita Durastanti que se alternou durante essa primeira temporada com Elena Croce. Poppea foi representada pela também soprano Diamante Maria Scarabelli, apelidada de la Diamantina. O papel de Nerone ficou a cargo do castrato soprano Valeriano Pellegrini, Cláudio a cargo do baixo Antonio Francesco Carli, Ottone e Giunone couberam à contralto Francesca Maria Vanini-Boschi, Narciso ao alto castrato Giuliano Albertini, Pallante ao baixo Giuseppe Maria Boschi e Lesbo ao baixo Nicola Pasini, sacerdote da Capela de San Marco.
A obra foi reapresentada em Nápoles em 15 de fevereiro de 1713 em uma versão recomposta por Francesco Mancini (1672-1737). Outras reapresentações ocorreram em Hamburgo em 3 de novembro de 1718 e em Viena em 1719, na forma de um pasticcio contendo também música de Antonio Caldara (1670-1736) e Johann Joseph Fux (1660-1741). Em Hamburgo, de forma incomum, a ópera foi encenada inteiramente em italiano (o costume era traduzir os recitativos para o alemão) e permaneceu em cartaz até 1722 tendo sido representada ao menos vinte e nove vezes.
A ópera jamais foi encenada em Londres. No entanto, diversos trechos foram apresentados naquela cidade entre 1710 e 1712. Em 6 de dezembro de 1710, pouco depois da chegada de Händel à Inglaterra, a ária Hò un non sò che foi cantada pela soprano Francesca Vanini-Boschi (?-1744) em uma remontagem da ópera de Alessandro Scarlatti Pirro e Demetrio (1694). Esta foi, portanto, a primeira obra do autor a ser interpretada na capital inglesa. E, como vimos, material originado em Agrippina reaparece em obras como Rinaldo, a primeira ópera do autor composta na Inglaterra.

## Sinopse
O argumento da ópera é baseado em fa(c)tos reais da vida de Júlia Agripina ou Agripina, a Jovem, imperatriz romana que viveu entre o ano 16 e o ano 59 da Era Cristã. Após o ano 50, ela passou a ser conhecida simplesmente  como Júlia Augusta Agripina e se tornou uma das mulheres mais destacadas da dinastia Júlio-Claudiana. Agripina era bisneta de Augusto, filha de Germânico, irmã de Calígula e cunhada de Tibério. Seu primeiro casamento foi com um representante de uma tradicional família republicana, Cneu Domício Enobarbo. Desse casamento, nasceu o filho Lúcio Domício Enobarbo, mais conhecido como Nero ou Nerone em italiano. No ano 49, Agripina se casou com seu tio Cláudio depois que a antiga imperatriz Messalina caiu em desgraça. O texto de Grimani, muito embora baseado nas informações sobre a vida de Agripina fornecidas por Tácito e Suetônio, é repleto de ficção e encerra a trama com o tradicional final feliz das óperas da época, o que não corresponde ao final trágico que a verdadeira Agripina teve em vida, morta a mando do filho Nero. No enredo de Grimani, Agripina encarna a própria figura da intriga, capaz de todas as tramas para fazer de seu filho o sucessor de Cláudio. De forma completamente anti-heroica, ela obtém grande sucesso ao final da obra, aclamada por todos e pelo próprio Cláudio, que a absolve de toda acusação de conspirar contra ele.

### Ato I
Agripina recebe a notícia de que seu marido, Cláudio, morreu em um naufrágio. Imediatamente, comunica o fato a seu filho Nero e procura, por meio da sedução, conquistar as simpatias de Pallante e Narciso, nobres romanos, ao plano de fazer de Nero o novo imperador. Surpreendentemente, o servo Lesbus chega com notícias de que Cláudio escapou ao naufrágio e já está no porto. Antecipando-se ao imperador, chega Ottone, seu general nas campanhas da Germânia. Ottone foi o responsável por salvar a vida de Cláudio e, em troca, o imperador prometeu fazer dele seu sucessor. Ottone confirma a Agripina que Cláudio está vivo e deseja fazer dele seu sucessor. Mas Ottone confessa a  Agripina que ama a jovem Poppea e que deseja unir-se a ela, sem dar maior importância ao trono. Sabendo que Cláudio também ama Poppea, Agripina vislumbra nova oportunidade para fazer de Nero o novo imperador, tramando contra Ottone. Agripina, então, vai até Poppea e diz a ela, mentindo, que Cláudio e Ottone fizeram um acordo: Cláudio fez de Ottone seu sucessor e este, em troca, desistiu de Poppea em favor de Cláudio.  Agripina, então, sugere que Poppea despreze Cláudio, o que faria com que o trato entre ele e Ottone fosse rompido. Poppea acredita na trama de  Agripina e, quando Cláudio chega a sua casa, ela convence o imperador de que Ottone traiu o acordo entre os dois e que lhe disse para recusar o imperador. Cláudio parte, furioso com seu general. Agripina cinicamente consola Poppea, afirmando que a amizade entre elas jamais será abalada.

### Ato II
Narciso e Pallante compreendem que haviam sido envolvidos na trama de Agripina para levar Nero ao trono e se comprometem a não mais ajudá-la em seus planos. Ottone entra em cena demonstrando estar nervoso com sua iminente coroação. Chegam também Agripina, Nero e Poppea para saudar Cláudio, triunfante. Todos saúdam o imperador, mas ele despreza e repreende Ottone, acusando-o de traição. Ottone, preplexo, pede auxílio a cada um dos presentes, mas ninguém se dispõe a defendê-lo. Mas Poppea se condói da situação de seu antigo amor e começa a suspeitar de sua inoscência. Em outra cena, junto às fontes de Roma, Poppea concebe um plano. Vendo Ottone se aproximar, finge dormir e, falando enquanto sonha, afirma que Agripina a convenceu da traição de Ottone. Ao ouvir aquelas palavras, Ottone se aproxima, declara-se inocente e convence Poppea de que ela foi enganada por Agripina. Ottone se retira e Poppea jura vingança, mas é interrompida pela entrada de Nero que declara que também está apaixonado por ela. Enquanto isso, Agripina, agora sem o apoio de Pallante e Narciso, convence Cláudio de que Ottone ainda trama contra ele para ficar com o trono e que a única forma de colocar fim a essa conspiração é declarar seu filho Nero o sucessor imediatamente. Cláudio vascila mas, ansioso por encontrar-se novamente com Poppea que se aproxima, diz estar de acordo com a pretensão de Agripina que exulta por sua vitória.

### Ato III
Poppea, reconciliada com Ottone, imagina um plano para que ele recupere seu prestígio junto a Cláudio e para que o imperador se volte contra Agripina e Nero. Em uma cena com traços cômicos, Poppea recebe Ottone em seus aposentos e pede a ele que se esconda e ouça com atenção. Em seguida, entra Nero, com esperança de que Poppea aceite ser sua amente. Mas ela o obriga a esconder-se também, pois entra em cena o imperador, Cláudio. Poppea, então, o convence de que foi Nero e não Ottone quem pediu a ela que rejeitasse o imperador. Ela afirma que Cláudio deve ter ouvido mal, confundindo os nomes Nerone e Ottone. Para provar o que diz, Poppea pede a Cláudio que finja sair e observe. Nero, acreditando que Cláudio já se foi, reaparece e torna a declarar seu amor por Poppea. Cláudio ressurge e, em fúria, investe contra Nero que foge. Felizes pelo aparente sucesso de seu plano, Ottone e Poppea cantam sua alegria. No palácio, Nero conta à mãe seu insucesso e diz pretender desistir de suas ambições políticas. Agripina repreende o filho. Pallante e Narciso contam a Cláudio os plano de Agripina e o imperador a acusa de traição. No ponto alto de sua capacidade de tecer intrigas, Agripina confirma seus planos diante de Cláudio, mas convence o imperador de que sua intenção era resguardar o trono de Roma para o próprio Cláudio. Quando Nero, Poppea e Ottone entram em cena, Cláudio afirma ter decidido perdoar a todos. Assim, segundo sua vontade, Nero e Poppea devem se casar e Ottone será seu sucessor. Mas essa arranjo não agrada a ninguém. Cláudio, então, reverte sua decisão. Declara que Poppea deve se casar com Ottone e faz de Nero seu sucessor, para grande alegria de Agripina. Todos recebem as bênçãos da deusa Juno e Agripina consegue atingir seu objetivo mais obstinado. É um final feliz, mas também é o triunfo da desfaçatez e da intriga personificadas na anti-heroína Agripina.

## Gravações selecionadas
| Ano  | Personagens Cláudio, Agrippina, Nero, Poppaea, Ottone                                             | Regente e Orquestra                                                       | Gravadora                                                       |
| ---- | ------------------------------------------------------------------------------------------------- | ------------------------------------------------------------------------- | --------------------------------------------------------------- |
| 1992 | Lisa Saffer, Capella Savaria, Sally Bradshaw, Wendy Hill, Drew Minter                             | Nicholas McGegan, Capella Savaria                                         | 3 CDs: Harmonia Mundi, Cat. No. 907063/5                        |
| 1997 | Alastair Miles, Della Jones, Derek Lee Ragin, Donna Brown, Michael Chance                         | John Eliot Gardiner, English Baroque Soloists                             | 3 CDs: Philips, Cat. No. 438 009-2 1991 performance             |
| 2000 | Gunther Von Kannen, Margarita Zimmerman, Martine Dupey, Carmen Balthrop Bernadette Manca di Nissa | Christopher Hogwood, Orchestra Giovanile del Veneto "Pedrollo" di Vicenza | 3 CDs: Mondo Musica, Cat. No. MFOH 10810 1983 performance       |
| 2004 | Nigel Smith, Véronique Gens, Philippe Jaroussky, Ingrid Perruche, Thierry Gregoire                | Jean-Claude Malgoire, La Grande Ecurie et la Chambre du Roy               | 3 CDs: Dynamic, Cat. No. CDS431 2 DVDs: Dynamic, Cat. No. 33431 |